# Moravské Prusy
Moravské Prusy je vesnice, součást obce Prusy-Boškůvky. Leží v Jihomoravském kraji v jihovýchodní části okresu Vyškov (7 km jihovýchodně od okresního města) u silnice z Topolan do Vážan v nadmořské výšce 260 m. Moravské Prusy byly roku 1964 spojeny s obcí Boškůvky. Součástí katastrálního území Moravské Prusy na jeho západním okraji je osada Zouvalka, která dříve byla exklávou města Vyškova.

## Název
Na vesnici bylo přeneseno původní pojmenování jejích obyvatel Prusi, které označovalo obyvatele Pruska. Snad se jednalo o vesnici pruských válečných zajatců. Přívlastek Moravské doložen od poloviny 16. století, sloužil k odlišení od blízkých Německých Prus.

## Historie
První písemná zmínka o obci pochází z roku 1349. V obci stávala tvrz, kterou drželi v 15. století Majnušové z Melic a Prus.

## Obyvatelstvo

### Struktura
Vývoj počtu obyvatel za celou obec i za jeho jednotlivé části uvádí tabulka níže, ve které se zobrazuje i příslušnost jednotlivých částí k obci či následné odtržení.
| Místní části   | Místní části        | 1869 | 1880 | 1890 | 1900 | 1910 | 1921 | 1930 | 1950 | 1961 | 1970 | 1980 | 1991 | 2001 | 2011 |
| -------------- | ------------------- | ---- | ---- | ---- | ---- | ---- | ---- | ---- | ---- | ---- | ---- | ---- | ---- | ---- | ---- |
| Počet obyvatel | část Moravské Prusy | 386  | 446  | 541  | 520  | 612  | 677  | 689  | 665  | 645  | 615  | 569  | 522  | 532  | 569  |
| Počet domů     | část Moravské Prusy | 68   | 76   | 85   | 95   | 121  | 127  | 160  | 195  | 172  | 175  | 167  | 202  | 201  | 204  |

### Pamětihodnosti
- Kostel svatého Jiří

### Rodáci
- Adolf Gajdoš – spisovatel povídek